# Marginale geneigdheid tot sparen
De marginale geneigdheid tot sparen (MGS) (ook marginale spaarquote) verwijst naar de toename van besparingen (het niet-aankopen van huidige  goederen en diensten) die het gevolg is van een toename van het inkomen. Als een huishouden bijvoorbeeld een extra euro verdient en de marginale geneigdheid tot sparen van dat huishouden gelijk is aan 0,35, dan zal dat huishouden van die extra euro 65 cent besteden en 35 cent sparen. Dit verband werkt ook de andere kant op. Een daling in inkomen zal een daling in besparingen tot gevolg hebben. Dit verband kan ook de andere kant opgaan; een daling in besparingen leidt tot een daling in inkomen. De marginale geneigdheid tot sparen is cruciaal voor de Keyenesiaanse economie en is de belangrijkste variabele bij het bepalen van de waarde van de multiplier.
Wiskundig wordt de marginale geneigdheid tot sparen (MGS)-functie uitgedrukt als de afgeleide van de spaar-(S)-functie met betrekking tot het besteedbaar inkomen (Y).
{\displaystyle MGS={\frac {dS}{dY}}}
Met andere woorden de marginale geneigdheid tot sparen wordt gemeten als de verhouding van de verandering in besparingen tot de verandering in inkomen. Deze verhouding geeft dus een getal tussen 0 en 1 en is het tegengestelde van de marginale geneigdheid tot consumeren (MGC). In een twee sectoren gesloten economie geldt dus dat MGS = 1 - MGC. 
Voor het bovenstaande voorbeeld zou de marginale geneigdheid tot consumeren dus 0,65 zijn.